# 쇠갈밭쥐
쇠갈밭쥐(학명: Lasiopodomys mandarinus)는 중국 중부와 한반도 중부와 남부 지역에서 발견되는 물밭쥐의 일종이다. 성체가 되면 보통 115mm 정도로 자라며, 꼬리는 28mm정도이다. 갈밭쥐보다 작고 어두운 색을 띤다.

## 같이 보기
- 한국의 포유동물